# Getto van Drohobytsj
Het getto van Drohobytsj was een getto tijdens de Tweede Wereldoorlog in de stad Drohobytsj, Oekraïne.

## Geschiedenis
Drohobytsj behoorde tussen 1919 en 1939 tot Polen, waarna het na de opsplitsing van dat land tussen nazi-Duitsland en de Sovjet-Unie, onder gezag van de laatstgenoemde kwam te staan. Nadat de Duitsers in de zomer van 1941 waren overgegaan tot een aanval op de Sovjet-Unie, kwam de stad onder Duitse controle te staan. 
Al snel na de verovering van de stad begonnen de Duitsers met het concentreren van de Joodse bevolking. Doordat de stad een redelijk groot percentage Joden had, ontstond er een groot getto in Drohobytsj. Uiteindelijk bleef het getto bijna twee jaar bestaan, totdat het in juni 1943 werd geliquideerd. 
De stad Drohobytsj werd op 6 augustus 1944 door het Rode Leger bevrijd.
Alfabetisch op naam.  Indien een kamp meerdere rollen had, staat het in de "hoogste" groep.
Zie ook: Lijst van naziconcentratiekampen · Jappenkampen in Nederlands-Indië · Lijst van jappenkampen